# Sinostrangalis simianshana
Sinostrangalis simianshana là một loài bọ cánh cứng trong họ Cerambycidae.